# Andouillette de Troyes
Pour les articles homonymes, voir Andouillette (homonymie).
L'andouillette dite « de Troyes » est une spécialité culinaire française élaborée à partir de porc.

## Histoire

### Origine
La première trace écrite de l’andouillette de Troyes remonte à 1560, alors que les hommes de l’armée royale tentèrent de reprendre Troyes aux Ligueurs.

### Évolutions
Selon le Dictionnaire des aliments, publié en 1750, l’andouillette se composait de chair de veau hachée avec du lard, mélangée avec des jaunes d’œufs et roulée en ovale.
En 1771, le Dictionnaire de Trévoux détaille la préparation de boulettes de veau ou de poisson allongées et roulées en forme de "petites andouilles".
En 1775, pour ses petites langues et son fromage de tête de cochon (Troyes, à l'époque de Grimod de La Reynière, était considérée comme une capitale de la charcuterie en France comparable à Lyon,).
En 1815, Le Parfait charcutier donne la recette des "andouillettes de bœuf", réalisées à partir de tranches de viande de bœuf, farcies et roulées pour en former des andouillettes.
C’est vers 1830-1840 que l’andouillette devient une véritable petite andouille.
En 1855, l’andouillette de Troyes est présentée comme un produit réalisé à partir de fraise et de tétine de veau, embossées dans des boyaux macérés dans du vinaigre aromatisé étendu d’eau et cuite dans du bouillon et du vin blanc. C'est à partie de 1864 que les andouillettes de Troyes sont réalisées uniquement à base de porc.

## Association amicale des amateurs d'andouillette authentique
À la fin des années 1960 est fondée l’Association amicale des amateurs d'andouillettes authentiques, souvent dite "5A". C'est une association à but non lucratif réunissant les professionnels de l'univers de la table, elle décerne le diplôme "AAAAA" aux andouillettes de qualité (moelleuses et pas trop grasses) et fabriquées de façon régulière, lors de dégustations à l'aveugle.

### Bilbliographie
- Pierre-Brice Lebrun, L'andouillette de Troyes, Les Quatre Chemins, 2008